# Collector's Edition Slipcase
Collector's Edition Slipcase è un cofanetto contenente gli album della band pubblicati dalla Music For Nations. In aggiunta il DVD Lamentations.

## Contenuto

### Disco 1
- Contiene Blackwater Park

### Disco 2
- Contiene Deliverance

### Disco 3
- Contiene Damnation

### Disco 4
- Contiene Lamentations

## Formazione
- Mikael Åkerfeldt - voce, chitarra, mellotron addizionale
- Peter Lindgren - chitarra
- Per Wiberg - Mellotron, organo, pianoforte, tastiera
- Martin Mendez - basso
- Martin Lopez - batteria e percussioni

### Guest star
Guest star su Blackwater Park:
- Steven Wilson (Porcupine Tree) − Voce, chitarra, pianoforte
- Markus Lindberg / 3 eggs

Guest Star su Deliverance:
- Steven Wilson (Porcupine Tree) − Voce, Chitarra, mellotron

Guest star su Damnation:
- Steven Wilson (Porcupine Tree) − Pianoforte, mellotron, Fender Rhodes, voce

Guest star su Lamentations:
- Per Wiberg (Spiritual Beggars) − Tastiera, voce (poi diventato ufficialmente membro del gruppo)